# Erwin Friedrich Baumann
Erwin Friedrich Baumann (Berna, 27 ottobre 1898 – Berna, 8 febbraio 1980) è stato un architetto e scultore svizzero.

## Biografia
Secondo dei quattro figli dell'impresario e politico Friedrich Baumann (1835–1910) e di Marie-Louise Baumann-Bigler (1856–1937), prima di iniziare la scuola contrasse la difterite, ma i trattamenti medici gli causarono seri problemi a scuola. A causa dei difficili rapporti con un suo insegnante dovette abbandonare il liceo prima della maturità.
Dopo un anno di praticantato con un architetto di Vevey riprese gli studi, ottenendo il diploma di maturità nella Minerva Schule di Zurigo e iscrivendosi ai corsi di storia dell'arte e matematica dell'Università di Zurigo. Durante il servizio militare cadde da cavallo in un'esercitazione subendo diverse ferite, la scarsa cura delle quali gli causò la tubercolosi, venendo perciò congedato dal servizio militare. Nonostante le sue precarie condizioni di salute si iscrisse alla facoltà di architettura del politecnico di Darmstadt, ma la prima guerra mondiale pose fine ai suoi studi in Germania. Durante la guerra si arruolò come volontario nell'esercito svizzero, venendo assegnato alla protezione dei confini.
Nel 1915 fu nuovamente congedato dall'esercito per motivi di salute e fece alcune cure a Davos e Arosa. Nel 1918 venne assunto dallo studio di architettura di Rudolf Gaberel a Davos, dove strinse amicizia con l'espressionista Ernst Ludwig Kirchner. Nel 1920, agendo per conto di Rudolf Gaberel, progettò e seguì i lavori per un cimitero Wildboden Davos.    

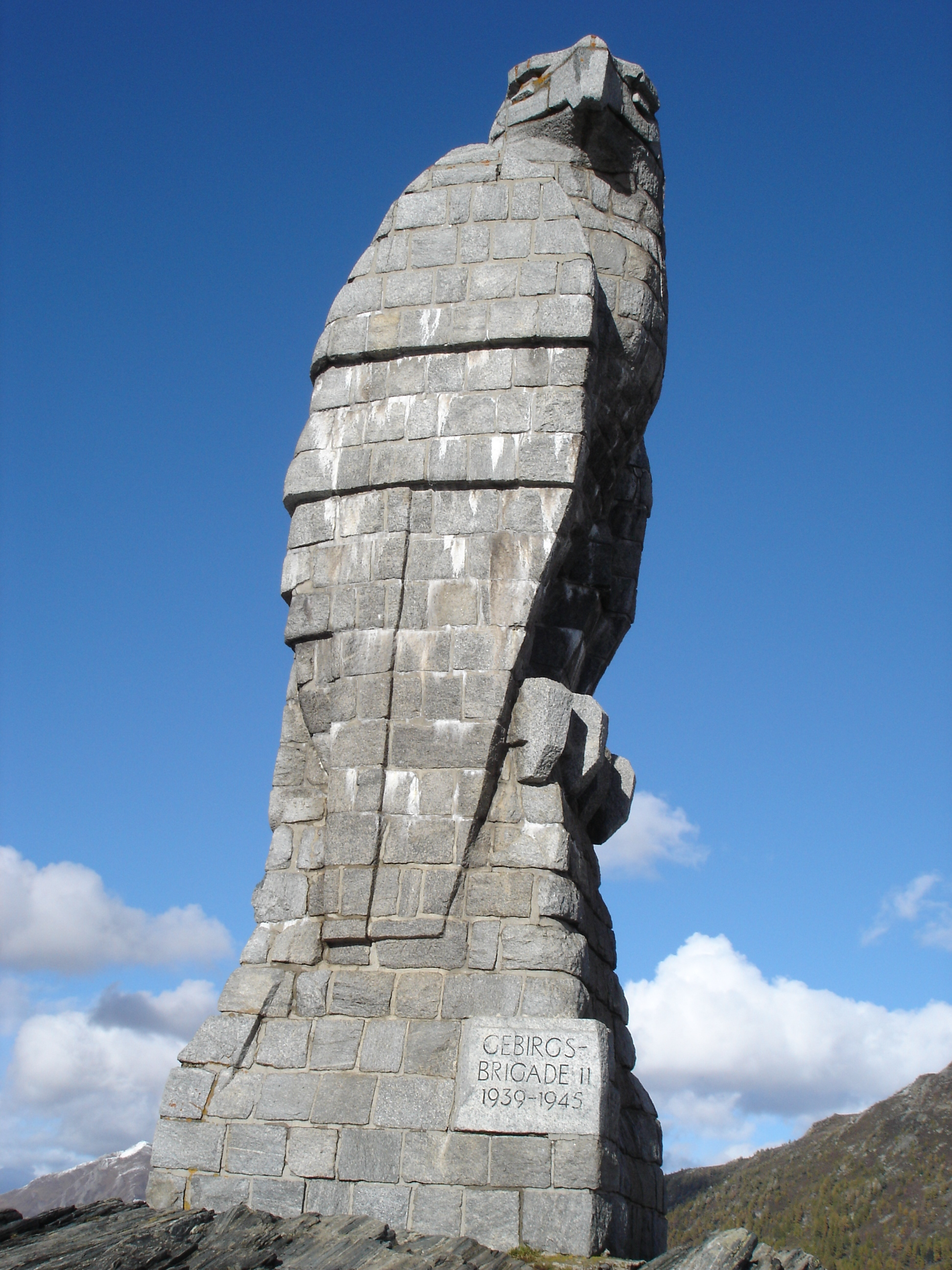
L'aquila in pietra sul passo del Sempione.

Nell'estate del 1921 andò a Parigi come scultore nello studio di Antoine Bourdelle.

Nel 1922 si trasferì in Egitto, lavorando come scultore e architetto e conoscendo tra gli altri Mahmoud Mokhtar. Fece altri viaggi di studio in Grecia, nei Paesi balcanici e in Austria, poi tornò a Davos, dove lavorò ancora con Gaberel fino al 1924.
Dal 1924 al 1929 Baumann visse in California, dove suo fratello lavorava già da anni come ingegnere. In questo periodo creò numerose statue in legno e in pietra, vincendo nel 1925 un primo premio per la decorazione della sala principale di un grande magazzino di Los Angeles. Nel 1928 venne premiato dal museo d'arte di Los Angeles per la sua scultura Quarryman.
Tornato in Svizzera, nel 1938 si sposò con Rita Keller, poi tornò a Parigi per alcuni mesi collaborando con lo scultore Ossip Zadkine. Dopo l'inizio della seconda guerra mondiale si arruolò ancora come volontario in un'unità di guardia civile dell'esercito.
La sua opera più importante è la grande aquila in pietra sul passo del Sempione (alta 9 metri), inaugurata nel settembre 1944. Costruita per iniziativa della brigata di montagna n. 11 dell'esercito svizzero, simboleggia la fierezza e lo spirito d'indipendenza del popolo svizzero.